# Haapalahti
Haapalahti är en sjö i kommunen Parikkala i landskapet Södra Karelen i Finland. Sjön ligger 69 meter över havet. Den är 15,11 meter djup. Arean är 1,81 kvadratkilometer och strandlinjen är 15,31 kilometer lång. Sjön  ingår i Hiitolanjokis huvudavrinningsområde.   Den ligger omkring 81 km nordöst om Villmanstrand och omkring 280 km nordöst om Helsingfors. 